# Cruzan Rum

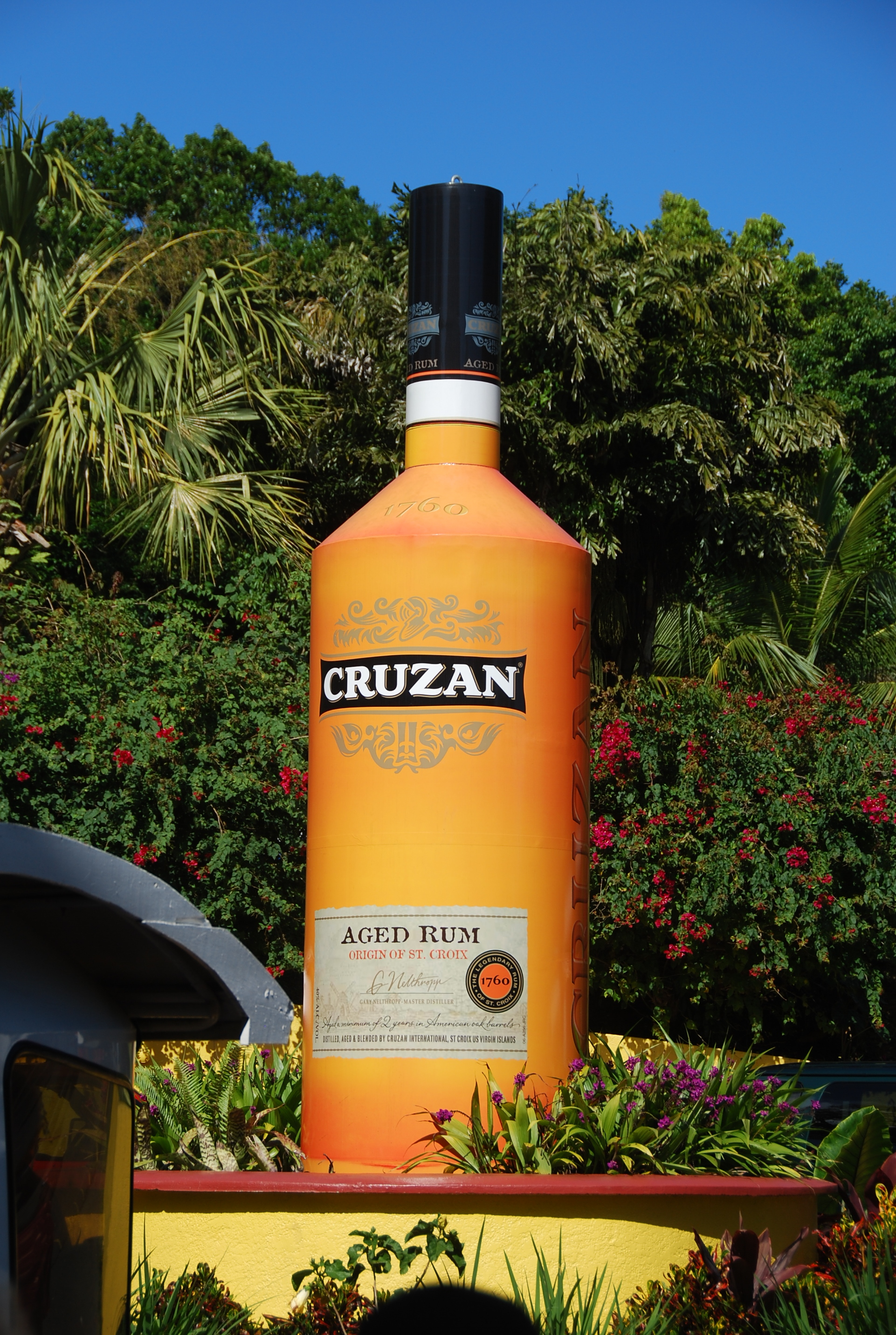
Cruzan Rum

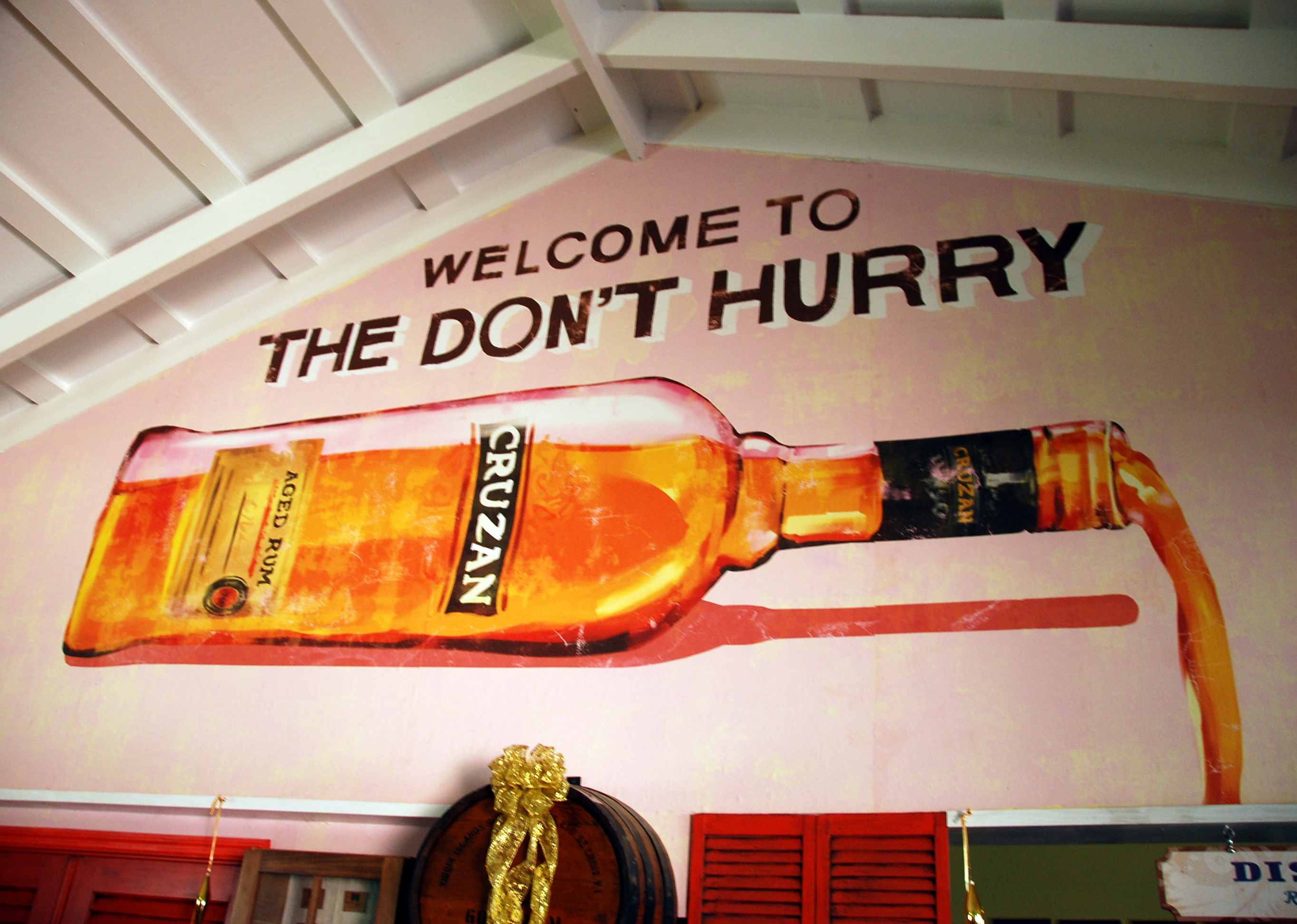
Cruzan Rum

Cruzan Rum wird seit 1760 in der achten Generation von der Familie Nelthropp zum Teil noch immer in Handarbeit hergestellt. Der Name Cruzan rührt von den (Ur-)Einwohnern der Insel Saint Croix, die Crucians genannt werden.
Ursprünglich in normalen Brennkesseln hergestellt, wird der Rum heutzutage aufgrund der höheren Reinheit in besonderen Brennkesseln, sogenannten column stills (Säulenbrennverfahren), destilliert.
Cruzan verwendet fünf column stills und verwendet zum Reifen nur den Mittelteil, um möglichst alle Fuselöle und Verunreinigungen aus dem Endprodukt fernzuhalten.
Cruzan Rum wird ausschließlich aus Melasse hergestellt, die allerdings aufgrund der nicht mehr ausreichenden Zuckerrohrplantagen auf St. Croix inzwischen importiert wird.
Die Melasse wird mit Regenwasser und Hefe versetzt und nach einer kurzen Gärung mit einem Alkoholgehalt von ca. 10 % zur Destillation gegeben.
Gereift wird der Rum in einmal gebrauchten Bourbon Fässern aus amerikanischer Eiche.
Nach der Reife wird der Rum auf 40 % Trinkstärke herabgesetzt und abgefüllt.
Cruzan war die erste Destillerie, die Flavoured Rum vermarktete.

## Sorten
- Dark Rum:
  - Estate Dark Rum two years
  - Single Barrel Estate Rum
  - 151° Rum (151 Proof, 75,5 % vol.)
  - Black Strap Rum

- Light Rum:
  - Estate Light Rum two years (ebenfalls 2 Jahre gereift, danach aber gefiltert)

- Flavoured Rums:
  - Banana
  - Black Cherry (Schwarze Kirsche)
  - Citrus
  - Coconut (Kokosnuss)
  - Mango
  - Orange
  - Pineapple (Ananas)
  - Raspberry (Himbeere)
  - Vanilla
  - Rum Cream (Rum-Sahne)